# 世界学生湖沼会議
世界学生湖沼会議（せかいがくせいこしょうかいぎ）は世界各国から学生が集まり、湖沼の環境問題について議論する会議。

## 世界学生湖沼会議2008
世界学生湖沼会議2008は「地球温暖化と湖沼流域ガバナンスをテーマにしたG8学生湖沼会議」として、平成20年度独立行政法人環境再生保全機構地球環境基金の助成を受けて開催された。 
主催団体は財団法人国際湖沼環境委員会（理事長 浜中裕徳）、運営主体は世界学生湖沼会議2008実行委員会（名誉会長　滋賀県知事　嘉田由紀子）。 

### 後援団体
外務省、環境省、滋賀県、大津市、滋賀県立大学、滋賀大学、立命館大学、龍谷大学、同志社大学、朝日新聞社、京都新聞社、産経新聞社、中日新聞社、日本経済新聞社、読売新聞社、KBS京都、NHK、びわ湖放送、エフエム滋賀、国連環境計画。 

### 主催国参加大学
- 滋賀県立大学
- 滋賀大学
- 立命館大学
- 龍谷大学
- 同志社大学
- 京都大学

### 招致国参加大学
アメリカカリフォルニア大学、ハノーバー大学
イギリスリバプール大学
イタリアパレルモ大学
インドアミティ大学
カナダラバール大学
中国武漢大学、南海大学
ドイツシュトゥットガルト大学
フランスフランシェ・コンテ科学技術大学、ブレーズ・パスカル大学
ロシアブリヤード国立大学、ロシア科学アカデミー